# Salvador Márquez
Salvador Márquez (* 24. Dezember 1950) ist ein ehemaliger mexikanischer Fußballspieler, der in der Abwehr und im defensiven Mittelfeld agierte.

## Leben
Márquez gehörte zum Kader der mexikanischen Auswahl beim olympischen Fußballturnier von 1972, wo er das Vorrundenspiel gegen die Sowjetunion (1:4) bestritt.
Zu jener Zeit stand er bei Chivas Guadalajara unter Vertrag, wo er nachweislich noch bis zur Saison 1974/75 spielte und am 14. August 1974 bei einer der höchsten Niederlagen in der Geschichte des Clásico Tapatío gegen den Stadtrivalen Atlas (1:5) mitwirkte. In der darauffolgenden Saison 1975/76 gehörte er nicht mehr zum Kader von Chivas.